# Rue Achille
La rue Achille est une rue du 20e arrondissement de Paris. 

## Origine du nom

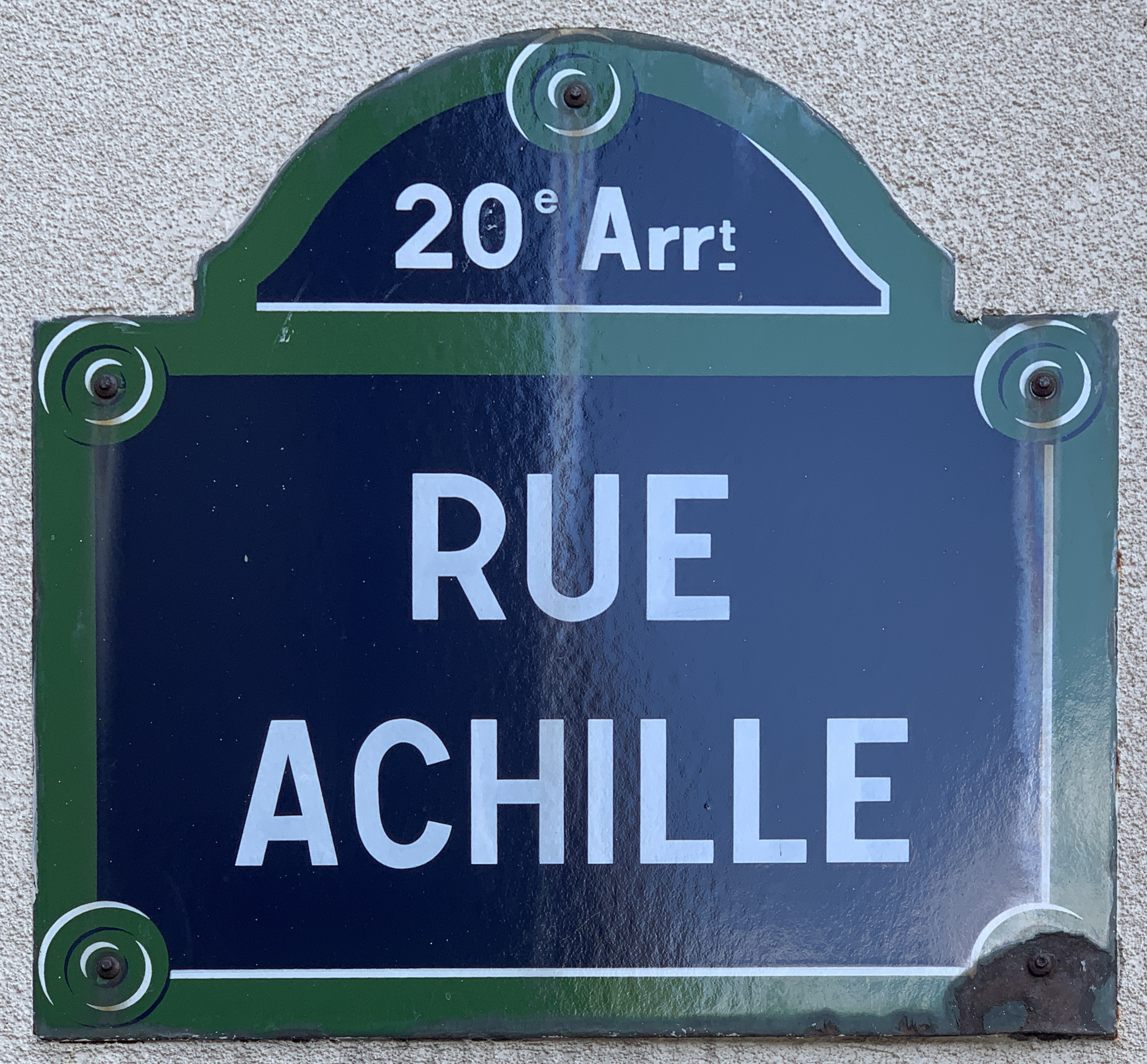
Plaque de la rue.

Elle porte le nom de monsieur Achille, le propriétaire qui fit ouvrir cette voie.

## Historique
La rue était une voie privée présente sur le plan cadastral de la commune de Charonne dressé en 1812.
Avant 1860, c'était un petit sentier qu'on appelait « traverse de la Cour-des-Noues ».
Elle a été ouverte à la circulation publique par arrêté du 23 juin 1959.